# Сапоте-Бобаль
Сапоте-Бобаль (ісп. Zapote Bobal) — руїни міста цивілізації мая в північно-західному Петені (Гватемала). Отримала назву на честь рослини пахіри водяної з родини мальвових.

## Історія
Стародавня назва міста невідома. Поселення утворилося наприкінці докласичного періоду. Навколо цього міста та сусіднім — Пахараль — утворилося царство Хіш-Віц («Ягуарові пагорби»). Тривалий час вважалося першою столицею цієї держави. Проте у 2001 році визнано, що скоріше Пахараль був першою столицею, а Сапоте-Бобаль важливим економічним центром разом з Ла-Хоянкою. Десь наприкінці VI або на початку VII ст. столицю Хіш-Віца перенесено до Сапоте-Бобаля. Його розквіт тривав з 600 до 800 року. Того часу володарі Хіш-Віца з незрозумілих причин використовували лише титул ахав (володар), а не кухуль ахав (священний володар), що дозволила низки дослідникам висунути теорію стосовно перебування в Сапоте-Бобалі одного з представників правлячої династії, а священний володар Хіш-Віца сидів у Ла-Хоянці або Пахаралі.
У 630-х роках опинилося під впливом Канульського царства. Тоді ж уклало союз з Південним Мутульським царством (під загальним контролем Кануля), допомагаючи ахаву останнього — Баахлах-Чан-К'авіілю — врятуватися від військ мутульців. Тоді ж укладено союз з Йокіб-К'інським царством. У рамках цього союзу Шукууб'-Чан-Ак, ахав Хіш-Віца в Сапоте-Бобалі, виступив проти Па'чанського царства, проте у 647 році зазнав поразки й потрапив у полон.
Незважаючи на це Сапоте-Бобаль не сильно постраждав, швидко відновився в правління …-Ті’-К'авііля завдяки підтримці союзників. Після занепаду Кануля у 690-х роках у союзі з південним Мутулєм зумів відстояти свою самостійність проти Мутульської держави. Водночас налагодив добрі відносини з царствами Вака' (в городищі Ель-Перу) і Ік' (в городищі Мотуль-де-Сан-Хосе).
У IX столітті відбувся занепад міста, яке було залишено: більшість населення, насамперед знать і ремісники, перебралися до Ла-Хоянки. До 900 року перестало існувати як місто.

## Опис
Розташовано на південь від річки Сан-Педро-Мартир, у північно-західній частині департаменту Петен.
Ритуально-адміністративний центр складався з центральної площі, 65 будов. Головна площа зведена на природному узвишші завдовжки 1 км і 700 м завширшки, що було вирівняно. Основними будовами є 3 храми-піраміди заввишки 11-12 м. Неподалік розташовано північну площу з царським палацом. На південь від центральної площі виявлено 4 дворики і храм-піраміда заввишки 25 м, яка є найвищою будовою пам'ятки.
Навколо ритуально-адміністративного центру розташовувався житловий комплекс радіусом 2,5 км, що має 400 будов.
На території в свій час існувало декілька штучних водойм, які виявили археологи.
Натепер знайдено 16 різьбленим стел (з 642 до 749 року) і 21 вівтарів, переважно в передній частині Будови 55, відомої як Ель-Цементеріо (Цвинтар).

## Історія досліджень
Відкрито й досліджено Ієном Грехемом у 1970-х роках. Саме він надав археологічній пам'ятці сучасну назву. У 2003 році епіграфіст Девід Стюарт довів належність Сапоте-Бобаля до царства Хіш-Віца. Того ж року засновано археологічний проект «Північно-Західний Петен», якій очолили Джеймс Фіцсиммонс з Коледжу Міддлбарі та Лора Гамес з Піттсбурзького університету.